# Pouso Alegre
Pouso Alegre este un oraș în Minas Gerais (MG), Brazilia.